# 那須烏山市立烏山小学校
那須烏山市立烏山小学校（なすからすやましりつ からすやましょうがっこう）とは、栃木県那須烏山市の公立小学校である。

## 沿革
出典
- 1873年（明治6年）5月1日 - 維新学校、済民学校開校
- 1877年（明治10年）
  - 4月 - 滝田村で発生した火災が烏山町内に飛び火した大火により維新学校が焼失[2]
  - 5月 - 両校を合併し烏山学校と改称[3]
- 1887年（明治20年）4月 - 烏山尋常小学校と改称
- 1892年（明治25年）10月 - 烏山尋常高等小学校と改称
- 1921年（昭和2年） - 木造モルタル造りの本館と講堂完成[3]
- 1941年（昭和16年）4月1日 - 栃木那須郡烏山国民学校と改称
- 1947年（昭和22年）4月1日 - 烏山町立烏山小学校と改称
- 1967年（昭和42年）4年1日 - 大沢小学校を統合し烏山小学校大沢分室とする。
- 1969年（昭和44年）
  - 3月30日 - 新校舎（普通教室・管理室）竣工
  - 12月13日 - 学校給食功労で文部大臣表彰
- 1970年（昭和45年）
  - 1月31日 - 現在地に新校舎（2階建普通教室）竣工
  - 2月1日 - 大沢分室を統合、烏山町愛宕2,800の現在地に移転
  - 12月15日 - 屋内体育館完成
- 1971年（昭和46年）4月1日 - 神長小学校を統合
- 1973年（昭和48年）
  - 1月1日 - プール完成
  - 11月10日 - 創立100周年記念式典
- 1992年（平成4年）10月 - 校舎大改造第1年次（南舎）
- 1993年（平成5年）
  - 3月- 南舎大改造完成
- 1995年（平成7年）11月17日 - 校舎大改造完成
- 2001年（平成13年）4月1日 - 烏山小学校給食共同調理場になる
- 2005年（平成17年）10月1日 - 南那須町と烏山町が新設合併し那須烏山市発足に伴い那須烏山市立烏山小学校と改称
- 2007年（平成19年）4月1日 - 那須烏山市立野上小学校、那須烏山市立向田小学校を統合

### 統合された学校
神長小学校
1883年（明治6年）当時の神長村は済民学校の通学区域となった。1885年（明治8年）、観音寺本堂を仮校舎とし神長学舎として開校。1882年（明治15年）に神長学校に改称、1892年（明治25年）に神長尋常小学校に改称。その後幾度か移転し1971年（昭和46年）に烏山小学校に統合され廃校となった。
大沢小学校
1884年（明治7年）、大沢と興野が連携し興野正光寺に興野小学校として創立。1900年（明治33年）大沢尋常小学校と改称。1967年（昭和42年）烏山小学校に統合され烏山小学校大沢分室となったが、1970年（昭和45年）に分室も烏山小学校に統合されて廃校となった。
向田小学校
1883年（明治6年）に済民学校第一分校として開校、1887年（明治20年）に南向田尋常小学校に改称。その後神長、野上、宮原に分教室を設置したが、神長と野上は独立した。1921年（大正10年）向田尋常小学校に改称。1954年（昭和29年）町村合併により烏山町立向田小学校となった。2005年（平成17年）10月、二町合併により那須烏山市立向田小学校と改称、2007年（平成19年）4月、烏山小学校に統合され廃校。
野上小学校
1899年（明治32年）、向田小学校の分校として開校、1904年（明治37年）に独立し野上尋常小学校と改称。1925年（大正14年）に高等科を併設し向田尋常高等小学校と改称。1947年（昭和22年）4月、向田村立野上小学校に改称、1954年（昭和29年）の町村合併により烏山町立野小学校と改称。2005年（平成17年）10月、二町合併により那須烏山市立野上小学校と改称、2007年（平成19年）4月、烏山小学校に統合され廃校。